# 上海隧道科技馆
上海隧道科技馆位于上海市黄浦区中华路268号，是中国首家以隧道为主题的专业科普场馆。

## 场馆介绍
上海隧道科技馆在2003年由上海市市政工程管理局筹建，2004年7月1日开馆，展区面积2155平方米。展馆是一幢三层大楼，展示了隧道的建设过程、功能，运行管理等，同时也介绍了上海隧道的建造历史。由于展馆紧邻复兴东路隧道，参观者可以看到隧道监控人员的工作实况。

## 参观信息
- 开放时间：周一至周六9:00－11:00，13:00－16:00，免费开放。
- 公共交通：公交11、24、64、715、920路